# 清水賢治
清水賢治（1961年1月3日—），日本富士電視台所屬資深男性執行製作人。現為富士電視台社長。

## 來歷
1983年，慶應義塾大學法學部畢業，立即進入富士電視台上班。
入社後從電視製作人的職位起步，之後經歷電影監製、編成部副部長、Satellite Service代表董事部長、富士電視台電影事業局電影製作部長。
在這之中，動畫《怪博士與機器娃娃》、《七龍珠》系列及《櫻桃小丸子》等等，及1990年播出至今的長壽電視劇《世界奇妙物語》是清水擔任企劃製作，獲得成功迴響及為人熟知的電視節目。不僅如此，他還曾經以企劃一職提攜過JOCX-TV2時段的深夜節目。
此外，清水在Satellite Service時期以企劃一職負責動畫《地獄少女》，因為採用獨特的製作手法而獲得相當高的評價肯定。正因為如此，使清水成功在日本動畫史上，與另外2位富士電視台所屬的第一線製作人，1970年代的別所孝治與1980年代的岡正相提並論。在2010年代，前線工作雖然由松崎容子等人接管（例如，《七龍珠改》、《鬼太郎》的全部工作），但他仍參與《暗殺教室》的製作。因此，清水在富士電視台的動畫史上，是必不可缺的人物。
2009年6月26日，就任富士電視台（富士媒體控股）經營企劃局經營企劃室長。
2012年6月28日，調任富士電視台綜合媒體開發媒體推進局長。
2013年6月27日，調任富士電視台綜合開發局長。
2014年6月27日，就任富士電視台執行董事兼綜合開發局長。
2017年7月1日，就任富士電視台執行董事兼經營企劃局長。
2018年10月1日，從Satellite Service社長卸任，就任同社的監察役。
2025年1月27日，富士電視台臨時董事會，會長嘉納修治與社長港浩一為中居正廣性醜聞辭職，專務清水賢治接任社長。

## 擔當作品
下列的擔當作品皆是2020年5月現在已經明確掌握。自1980年代以來，清水參與過許多富士電視台動畫和電視劇的製作和企劃，但是還有一些擔當作品尚未透露，請注意。

### 動畫
企劃、企劃製作、製作作品
〈五十音順〉（含電影）
- 足球風雲
- 原子小金剛 (2003年版)
- 暗殺教室
  - 劇場版 暗殺教室：365日倒數計時
  - 殺老師Ｑ！
- 甜蜜公主
- 無家可歸的孩子蕾米
- 小松君 (1988年版)
  - 小松君：星！
- 少年劍道王直角
- 學校怪談
- 西瓜皮先生
- 奇天烈大百科
- 劇場版 魔法少年賈修：第101個魔物
- 空想科學世界
- 熊之噗太郎（日语：クマのプー太郎）
- 鬼太郎 (第3作、第4作)
- 喀喀喀的鬼太郎 (1985年電影)
- 劍之介少爺（日语：剣之介さま）
- 告白實行委員會 ～戀愛系列～
  - 從好久以前就喜歡你。～告白實行委員會～
  - 喜歡上你的那瞬間。～告白實行委員會～
- 好想大聲說出心底的話。
- 烏龍派出所
  - 烏龍派出所 THE MOVIE：史上最惡爆彈大作戰！
  - 烏龍派出所 THE MOVIE2 UFO大逆襲！龍捲風大作戰!!
- 最終兵器彼女（劇場版）
- 麻辣教師GTO
- 全部成為F
- 颱風的諾爾達
- 大草原上的小天使 灌叢嬰猴
- 櫻桃小丸子（只參加第1期）
  - 櫻桃小丸子：我最喜歡的歌
- 小小男子漢
  - 小小男子漢（劇場版）
- 秀逗博士
- 怪博士與機器娃娃 (1981年版)（第198話起）
  - 歸來的怪博士與機器娃娃
  - 怪博士與機器娃娃 1992年正月特輯
- 勇者鬥惡龍
- 七龍珠
- 七龍珠Z
  - 七龍珠Z：地球超級大決戰
  - 七龍珠Z：超級賽亞人孫悟空
  - 七龍珠Z：最強對最強
  - 七龍珠Z：激鬥!! 100億能量戰士們（日语：ドラゴンボールZ 激突!!100億パワーの戦士たち）
  - 七龍珠Z：極限之戰!! 三大超級賽亞人
  - 七龍珠Z：燃燒!! 熱戰、烈戰、超激戰（日语：ドラゴンボールZ 燃えつきろ!!熱戦・烈戦・超激戦）
  - 七龍珠Z：銀河面臨危機!! 身手不凡的高手
  - 七龍珠Z：兩人面臨危機！超戰士難以成眠（日语：ドラゴンボールZ 危険なふたり!超戦士はねむれない）
  - 七龍珠Z：擊敗超戰士!! 勝利是屬於我的（日语：ドラゴンボールZ 超戦士撃破!!勝つのはオレだ）
  - 七龍珠Z：復活的融合!! 悟空和達爾
  - 七龍珠Z：龍拳爆發!! 悟空捨我其誰（日语：ドラゴンボールZ 龍拳爆発!!悟空がやらねば誰がやる）
- 七龍珠GT
  - 七龍珠：最強之道
- 崔普一家物語
- 七海的堤可
- NINKU -忍空-
  - NINKU -忍空-（劇場版）
- 狗仔爺爺 (1987年版)（日语：のらくろクン）
- 和諧（電影）
- 開花天使
- HUNTER×HUNTER (1999年版)
- 餓狼傳說
- 彼得潘的冒險
- 甜蜜小天使 (1988版、1998年版)
- 平成天才老爹（日语：平成天才バカボン）
- PaRappa the Rapper（日语：パラッパラッパー）
- 守護神哈特（日语：まじかるハット）
- 幻影真帆（日语：まぼちゃん旅行記）
- 丸出日太夫
- 熱鬥小馬
- 名犬萊西
- 名門！第三野球部（日语：名門!第三野球部）
- 幽☆遊☆白書
  - 幽☆遊☆白書：夜叉的陰謀（劇場版）
- 宣告黎明的露之歌
- 春宵苦短，少女前進吧！
- 翼神世音：多元變奏曲
- 浪客劍心：給維新志士的安魂曲
- 羅密歐的藍天
- 小婦人物語 南與喬老師
- 長腿叔叔

### 電視劇
〈五十音順〉（含電影）
- 只有你看不見（日语：あなただけ見えない）
- 不公平 the movie（日语：アンフェア the movie）
- 歡樂主婦妙芳鄰（日语：板橋マダムス）
- 美味大挑戰（唐澤壽明版）
- 大奧
- 上班女郎
- 臉（日语：顔 (2003年のテレビドラマ)）
- 好想談戀愛！（日语：キモチいい恋したい!）
- 週五娛樂（日语：金曜エンタテイメント） 閉嘴搭檔系列（日语：おだまりコンビシリーズ）
- 銀色的季節（日语：銀色のシーズン）
- 咯咯咯的鬼太郎 千年詛咒之歌
- 魔幻時刻
- 庶務二課
- Switch Girl!! ～變身指令～
- 即使這樣也不是我做的
- 永不放棄！（日语：チャンス! (テレビドラマ)）
- 麻辣女教師直海（日语：ナオミ (テレビドラマ)）
- NIN×NIN 忍者哈特利 THE MOVIE（日语：NIN×NIN 忍者ハットリくん THE MOVIE）
- 辣妹女警隊（日语：走れ公務員!）
- Happy Mania（日语：ハッピー・マニア#テレビドラマ）
- 超時空泡泡機（日语：バブルへGO!! タイムマシンはドラム式）
- HERO
- 一杯綠茶（日语：ヘイ!あがり一丁）
- 無家可歸的中學生（日语：ホームレス中学生）
- 誰都不愛（日语：もう誰も愛さない）
- 嫌疑犯X的獻身
- 世界奇妙物語
- 午夜兇鈴 ～最終章～（日语：リング (鈴木光司の小説)#リング〜最終章〜）（1995年）
- 任性的女生們（日语：わがままな女たち）
- 不好的事（日语：悪いこと）

SKY Perfect Well Think#主要製作·出資參加內容的部分也請參照。

## 相關項目
- 森下孝三（日语：森下孝三）（東映動畫）
- 龜山千廣
- 西憲司（前董事報道局長，現在是體育局董事）－同期
- 牧原俊幸（日语：牧原俊幸）（現役播報員）－同期
- 松尾紀子（日语：松尾紀子）（前播報員、前專任局次長，2015年離職）－同期
- 牛尾奈緒美（日语：牛尾奈緒美）（前播報員，1988年離職）－同期
- 筒井櫻子（日语：筒井櫻子）（前播報員、前編成制作局所屬）－同期
- 松崎容子（日语：松崎容子）（現在是綜合開發局媒體開發中心動畫開發部長）

## 外部連結
- 株式會社Satellite Service公式官網 （页面存档备份，存于） （日語）
- 新週刊富士電視台評語－兒童動畫的現在與未來 （页面存档备份，存于） （日語）